# 국립 타이완 과기대학
국립 타이완 과기대학(중국어 정체자: 國立臺灣科技大學, National Taiwan University of Science and Technology, NTUST)은 중화민국 타이베이에 위치한 이공계 국립 대학이다.

## 같이 보기
- 전자 도서관